# سامر علييف
سامر علييف (14 أبريل 1979 بتاشير في أرمينيا - ) هو مدرب كرة قدم ولاعب كرة قدم أذربيجاني في مركز الهجوم. شارك مع منتخب أذربيجان لكرة القدم. أما مع النوادي، فقد لعب مع أورالان إليستا ونادي إنتر باكو ونادي باكو ونادي خزر لنكران ونادي كاباز ونادي نيفتشي باكو وسیمرغ زاقاتالا ‏ وMOIK Baku ‏ وTuran Tovuz ‏ وBakılı PFK ‏ ونادي فولين لوتسك.

## وصلات خارجية
- سامر علييف على موقع الاتحاد الأوربي (الإنجليزية)
- سامر علييف على موقع اتحاد أوكرانيا (الإنجليزية)
- سامر علييف على موقع قاعدة بيانات كرة القدم.إي يو (الإنجليزية)
- سامر علييف على موقع ناشيونال فوتبول تيمز (الإنجليزية)
- سامر علييف على موقع Soccerway.com (الإنجليزية)